# Margaret Kin
Margaret Kin (Nešvil, 15. septembar 1927 — Napa, 26. jun 2022) bila je američka umetnica. Autor je "Kin očiju", poznatim i po nazivu "Siročići sa velikim očima". Zasluga za njene radove u početku bila je pripisana njenom mužu Valteru Kinu. Posle njihovog razvoda 1965. godine Margaret je zahtevala da se zasluga za slikanje pripiše njoj. Pokrenula je postupak protiv njega na sudu na havajima. Nakon što je sudija odlučio da je jedini način da se dokaže pravi autor slika, da u sudnici oboje crtaju pred svedocima, proces je završen u njenu korist. Danas je vlasnica galerije u San Francisku, koja sadrži najveću kolekciju njenih slika na svetu.

## Detinjstvo i školovanje
Rođena je 1927. godine u Nešvilu, Tenesi, u Sjedinjenim Američkim Državama, pod punim imenom Pegi Doris Hokins. Počela je da crta još kao malo dete a za prve ozbiljnije časove crtanja zainteresovala se sa 10 godina. Prvu sliku koju je nacrtala poklonila je svojoj baki, koja je i danas izložena u njenoj galeriji slika. Na njoj su bile nacrtane dve devojčice, jedna je bila nasmejana a druga tužna. U svom rodnom gradu bila je poznata u lokalnoj crkvi po anđelima koje je crtala sa velikim očima. Kada je porasla, studirala je Votkins Umetnički Institut u Nešvilu i Trapagen Školu Dizajna u Njujorku.

## Karijera
Posleratne godine donele su mnogo socijalnih i duševnih promena, slobodnjački duh šezdesetih je još uvek bio daleko i društvo se sporo i teško oslobađalo normi i ukorenjenih običaja. U to vreme Margaret, sveže razvedena sa malom ćerkom, pokušavala je da zaradi parče hleba od svoje umetnosti. Društvo je popreko gledalo na razvedenu, samohranu majku ne hajeći za njenu biografiju i nenaslućene mogućnosti. Jedva je nalazila posao oslikavajući izloge, nameštaj i praveći razglednice. Na ulici je zarađivala po dolar ili dva slikajući karikature dece – sve prepoznatljive po ogromnim, tužnim očima.
Tada je upoznala Valtera Kina, šarmantnog agenta za nekretnine, koji je takođe delio ljubav prema umetnosti. Ljubav je brzo procvetala i Margaret se udala po drugi put, menjajući prezime i potpis na slikama sa Ulbrih na Kin – isto onako kako se njen muž potpisivao na svojim slikama. Da bi obezbedio novac za njihovu porodicu, Valter je i dalje radio kao agent za nekretnine, ali bio je jako nezadovoljan, jer je njegov pravi cilj bio da prodaje svoju umetnost. Obijao je pragove renomiranih galerija u Njujorku, nudeći svoje i ženine slike, međutim bez uspeha, Postmoderna apstraktna umetnost bez oblika bila je i dalje visoko cenjena i dobro prodavana. Margaret je utehu našla u daljem slikanju nepoznate dece velikih, tužnih očiju, dok je Valter bio zadužen za promovisanje.
U to vreme umetnici su pokušavali da privuku pažnju uličnim izložbama. Upravo tako i Valter je uporno stajao, čekajući da neko „zagrize udicu“. To se najzad i desilo – interesovanje su pobudila Margaretina deca velikih očiju. Svima je bila privlačna emocija koja je zračila iz očiju i svi su želeli da znaju ko je umetnik. Budući da je slika bila potpisana sa Kin, što je i Margaretino i Valterovo prezime, Valteru nije bilo teško da sebe predstavi kao autora, primajući pohvale, rukovanja i tapšanja po ramenu, s druge strane ubeđujući Margaret da je jedini način da se slike prodaju ako ljudi vide umetnika pred sobom – tako da je njen posao bio da slika što više može, a njegov da promoviše, prodaje i donosi novac u kuću.
Margaretine slike dece su ubrzo privukle i medijsku pažnju. Usledile su izložbe, postavke u galerijama, gostovanja na televiziji, intervjui u novinama... Valter je zračio samopouzdanjem i šarmom, uveravajući obožavaoce da je on pravi autor slika. Na pitanje zašto sva deca imaju tako krupne, tužne oči, Valter je govorio da su mu inspiracija bila deca koju je zatekao u posleratnoj Evropi, kada je bio student, da njihovi tužni pogledi sadrže sva pitanja i odgovore čovečanstva i da vape za pomoć.
Ubrzo su i slavne ličnosti počele da se interesuju za slike i da zahtevaju potrete. Cenjeni glumci onog vremena, Džoun Kraford, Natali Vud, Džeri Luis i mnogi drugi, kao i deca Džona F. Kenedija, dobili su svoje portrete sa velikim očima. Endi Vorhol je svojevremeno izjavio: „Mislim da je ono što je Kin uradio dosad naprosto sjajno. To mora da je dobro. Da nije dobro, ne bi se sviđalo tolikim ljudima“. Iako kritičari nisu uzimali u obzir Margaretine slike, tvrdeći da one predstavljaju ispopularizovanu kič-umetnost, potražnja za njima se uvećavala. Margaret je tada imala posla preko glave, provodila je i po 16 sati zatvorena u ateljeu u svojoj vili, okružena luksuzom i bogatstvom koje je sama zaradila svojim talentom, ali onemogućena da u njemu uživa – pošto niko nije znao ko je pravi autor slika.
Valter je najavio svojoj ženi da ih čeka veliki projekat – slika pod nazivom „Naša deca“, koja će biti izložena na manifestaciji Dečijeg Fonda Ujedinjenih Nacija. Slika nije dobro prošla kod kritičara, nazivali su je kičem, no ostala je zapamćena kao Valterovo remek-delo. Margaret je jedva stizala da odspava u svom ateljeu, iz koga je retko izlazila, kako bi slika bila gotova na vreme.
Valter, ponet slavom i novcem, drastično je izmenio ponašanje prema svojoj ženi. Od umiljatog, zahvalnog supruga pretvorio se u nasilnog, dominantnog partnera sa kojim je bilo nemoguće živeti. Nakon skoro 10 godina braka, potiskivanja i nepravde, Margaret je odlučila da prekine vrzino kolo u koje se uhvatila. Odselila se na Havaje, priključila Jehovinim svedocima koji su joj pružili mir i zaštitu. Održavala je površan kontakt sa Valterom, koji je pristao da joj da razvod samo ukoliko nastavi da mu šalje slike. Jednog dana mu je stigao paket sa Havaja u kome se nalazilo nekoliko tipičnih slika dece sa velikim, tužnim očima – ali ovaj put pored Kin je na slici stajao potpis MDH: Margaret Doris Hokins, njeno devojačko prezime. Tim postupkom Margaret je ustala iz pepela.
Nakon toga 1970. godine Ameriku je šokirao radio-prenos u kome je Margaret Kin, supruga poznatog umetnika Valtera Kina, tvrdila da su sve slike koje je Valter tokom proteklih 15 godina prodao zapravo njene. Valter je preko New York Times-a probao da skine ljagu sa svog imena, tvrdeći da mu je bivša žena sišla s uma. Sve novine su brujale, sve vesti su javljale – Valter Kin ne samo što nije naslikao nijednu sliku dece sa velikim, tužnim očima, nego nije naslikao nijednu sliku u životu! Sve što je ikada želeo bilo je posedovanje izvrsnog slikarskog talenta. Bio je ljubomoran na svoju ženu i na njen naivni talenat jer su slike, koje je pre nego što je upoznao Margaret prodavao kao svoje, bile plagijati. Znajući u kakvom su položaju bile žene u tadašnjem društvu, iskoristio je priliku da postane slavan i bogat držeći Margaret pod ključem i u strahu.
Svojim priznanjem Margaret je dobila svu snagu potrebnu da se suoči sa onim što je usledilo. Pokrenula je sudski postupak protiv svog muža Valtera. Tužbu za klevetu protiv New York Times-a izgubila je u njegovu korist a pošto Valtera niko nije hteo da zastupa u tužbi za plagijatorstvo, morao je da bude sam svoj advokat. Njegovi argumenti i šegačenje u sudnici prebacili su lopticu na njen teren. Verodostojnost Margaretinih slika je dokazana nakon što je sudija naložio da, upravo tu u sudnici pred svima, oboje naslikaju po jednu sliku deteta sa velikim i tužnim očima, za sat vremena. Valter je shvatio da mu je konačno odzvonilo, te se povukao izgovarajući se na iščašeno rame, ne naslikavši čak ni jednu jedinu liniju. Margaret je naslikala dete i velike, prepoznatljive oči i time jednom za svagda povratila svoj ponos i zasluge koje joj po pravu pripadaju.
Sudija je naredio Valteru da isplati četiri miliona dolara odštete, no pošto je potpuno bankrotirao trošeći novac na zabavu i luksuz, to nije bilo moguće. Margaret je tvrdila da joj novac nije ni bitan, već samo činjenica da je najzad istina izašla na videlo i da se zna ko je pravi autor. Valter je umro 2000.godine sam, u jadu i bedi, dok je Margaret nastavila da slika, pa čak i kad je pomama za njenim slikama počela da jenjava. Danas ima svoju galeriju, novog muža koji joj je pomogao da prebrodi traumatični period sa Valterom i svoj mir i sreću. „Deca zaista gledaju ogromnim očima“, objasnila je, nakon što su je u više prilika pitali zbog čega uvek slika takve oči, „oči, takve kakve ih slikam, izraz su mojih najdubljih emocija. Oči su ogledala duše“.
Nakon otvaranja svoje galerije i utemeljenja svog imena na umetničkoj sceni, Margaret je nastavila da slika potrete sa ogromnim očima koje više nisu bile toliko tužne kao u periodu kada je bila potiskivana i njen glas ugušen.
Sarađivala je sa Timom Bertonom i Ejmi Edams, glumicom koja je tumačila ulogu nje, na skriptama za film o njenom životu. I dalje rado daje intervjue, pozitivna je, smirena i otvorena, savetujući svim ženama da prekinu omalovažavanje i dugogodišnje ćutanje koje škodi njihovoj psihi. Margaret je prošla kroz nezamisliv bol, jer samo oni koji i sami stvaraju znaju koliko odricanje od sopstvenog dela razara dušu. Ipak, našla je snage da se izbori za sebe i za tragove koje je ostavila na umetničkoj sceni. Iako je priča o Margaret Kin vrlo malo poznata, njena dela su inspirisala buduće generacije i podstakla evoluciju u animaciji. Ova hrabra žena bi trebalo da posluži kao uzor svim mladim umetnicima koji su na početku sa porukom da se ne treba plašiti i da se treba samostalno boriti za svoje delo jer kvalitet i senzibilitet uvek preovladaju.

## Privatni život
Margaretin prvi muž je bio Frenk Ričard Ulbrič i dobili su zajedno ćerku. Za Valtera Kina se udala 1955. godine i posle dugogodišnjeg braka ostavila ga je 1964. godine a zvanično se od njega razvela 1965. godine. Preselila se iz San Franciska na Havaje. Tamo je upoznala Honolulu sportskog novinara Dena Mekgvajera i udala se za njega 1970. godine. On joj je pomogao da postane manje stidljiva i uplašena posle razvoda od Valtera. Na Havajima je živela preko 25 godina, pre nego što se 1991. godine vratila u Kaliforniju.

## Medijski opis
- 1973. godine – komedija Vudija Alena “Spavač” ljudi iz budućnosti su predstavili Margaret Kin kao najbolju umetnicu u istoriji.
- 1998. godine – crtana serija animatora Krejga Mekregena je imala glavne junake nacrtane sa velikim očima po uzoru na "Kin oči".
- 1999. godine – Metju Svitsov muzički album “Obrnuto” ima jednu od Margaretinih slika na omotu.
- 2014. godine – Biografski film “Velike oči” u fokusu ima njen život dok je bila u braku sa Valterom i razvijanje njene karijere. Ulogu Margaret je odigrala glumica Ejmi Adams, dok je ulogu njenog bivšeg muža Valtera odigrao glumac Kristof Valc.[12] Film je režirao Tim Berton. Margaret Kin se pojavljuje u filmu kao stara dama koja sedi u na klupi u parku u sceni kada Ejmi i Kristof u svojim ulogama stoje ispred palate likovne umetnosti. Margaret je odbila mnogo ponuda za pravo za film. Nakon sastanka sa scenografima pristala je da odobri filmska prava i scenario. Trebalo je 11 godina da se ceo film završi.[13]

## Spoljašnje veze
- Margaret Keane info available on the Laguna Museum web site
- Official Collectors Gallery by Copper State Design
- Ask Art
- An excerpt transcribed from Awake!magazine of July 8, 1975
- Keane Eyes Gallery